# Inari (mitologija)
Inari je v japonski mitologiji kami (božanstva, duhovi, pojavi ali svete moči) lisic, plodnosti, riža, čaja in sakeja, kmetijstva in industrije, splošnega blagostanja in svetovnega uspeha ter eden glavnih kamijev šintoizma. V zgodnejši Japonski je bil Inari tudi pokrovitelj mečevalcev in trgovcev. Inari, predstavljen kot moški, ženska ali androgin, je včasih viden kot skupina treh ali petih posameznih kamijev. Zdi se, da so Inari častili od ustanovitve svetišča na gori Inari leta 711 našega štetja, čeprav nekateri učenjaki menijo, da se je čaščenje začelo v poznem 5. stoletju.
Po mitu naj bi Inari kot boginja prišla na Japonsko v času njenega nastanka sredi hude lakote, ki je prizadela deželo. »Ona [Inari] se je spustila iz nebes na beli lisici in v roki je nosila snope žit ali zrnja. Ine, beseda, ki se zdaj uporablja za riž, je ime za to žito. Kar je nosila, ni bil riž, ampak nekaj žito, ki raste v močvirjih. Legenda pravi, da je bila Japonska v starih časih voda in močvirna dežela.«

## Opis
Inari je bil upodobljen kot moški in kot ženska. Najbolj priljubljene upodobitve Inarija so po mnenju učenjakinje Karen Ann Smyers mlada ženska boginja hrane, starec, ki nosi riž, in androgini bodhisatva. Noben pogled ni pravilen; prednostni spol upodobitve se razlikuje glede na regionalno tradicijo in posameznikova prepričanja. Zaradi tesne povezanosti s kicune se Inari pogosto verjame, da je lisica; čeprav je to prepričanje zelo razširjeno, ga tako šintoistični kot budistični duhovniki odvračajo. Inari se pojavlja tudi v obliki kače ali zmaja, ena ljudska pravljica pa pravi, da se je Inari pojavil hudobnemu človeku v obliki pošastnega pajka, da bi ga naučil lekcije.
Inari se včasih identificira z drugimi mitološkimi figurami. Nekateri učenjaki menijo, da je Inari lik, znan v klasični japonski mitologiji kot šintoistično moško božanstvo Ukanomitama (宇迦之御魂神 – Mogočna duša preživetja) (ali morda Uke-moči (保食神)); drugi menijo, da je Inari ista figura kot šintoistično žensko božanstvo, Tojouke, boginja poljedelstva in industrije. Nekateri menijo, da je Inari identičen kateremu koli žitnemu kamiju.
Inarijev ženski vidik se pogosto identificira ali zamenjuje z Dakini (sanskrt डाकिनी, japonsko  荼枳尼 / 吒枳尼 / 荼吉尼, dakini), budističnim božanstvom, ki je japonska preobrazba indijskega dakinija, ali z Benzaiten (boginja zgovornosti) iz »sedmih bogov sreče«. Dakiniten je prikazan kot ženska ali androgina bodhisatva, ki jezdi letečo belo lisico. Inarijevo povezovanje z budizmom se je morda začelo v 8. stoletju, ko je šingon budistični menih in ustanovitelj Kūkai prevzel upravljanje templja Tōdži in izbral Inarija za zaščitnika templja. Tako je Inari še danes tesno povezan s Šingon budizmom.
Inari je pogosto čaščen kot skupek treh božanstev (Inari sanza); od obdobja Kamakura se je to število včasih povečalo na pet kamijev (Inari goza). Vendar se je identifikacija teh kamijev skozi čas spreminjala. Glede na zapise iz Fušimi Inari taiša, najstarejšega in morda najvidnejšega Inarijevega svetišča, so ti kamiji poleg prej omenjenih božanstev hrane vključevali Izanagi, Izanami, Ninigi-no-Mikoto in Vakumusubi. Pet kamijev, ki jih danes identificirajo z Inarijem pri Fušimi Inari taiši, so Ukanomitama, Sarutahiko okami, Ame-no-Uzume, Tanaka in Ši. Vendar pa so v svetišču Takekoma Inari, drugem najstarejšem svetišču Inarija na Japonskem, tri zapisana božanstva Ukanomitama, Ukemoči in Vakumusubi. Po Nidžūni šaki so trije kamiji Ōmijame no mikoto (voda), Ukanomitama no mikoto (žito) in Sarutahiko no mikami (zemlja).
Lisica in dragulj, ki izpolnjuje želje, sta pomembna simbola Inarija. Drugi pogosti elementi v upodobitvah Inarija in včasih njihovega kicune vključujejo srp, snop ali vrečo riža in meč. Še ena lastnina je bil njihov bič – čeprav je bilo komaj znano, da ga uporabljajo, je bilo to močno orožje, s katerim so ljudem sežigali posevke riža.

## Zgodovina
Inari pomeni »prinašati riž« in izvira iz ine nari, ki pomeni »pridelovati riž«, kar upravičuje čaščenje tega božanstva kot zavetnika kmetijstva še iz 5. stoletja.. To datacijo potrjuje tudi gradnja prvega templja, ki mu je bil posvečen leta 711 v kraju Fušimi-ku pri Kjotu. S časom se je čaščenje boga Inari širilo. Leta 942 je bil Inari uradno vključen med najvišje bogove. Ob koncu 11. stoletja je sam cesar romal do svetišča, kar je zelo povečalo njegov sloves. Leta 1468 je bil tempelj med vojno požgan in obnova je zahtevala več kot trideset let. Obnovljena je bila tudi liturgija. Prejšnje svetišče je bilo sestavljeno iz treh templjev, ki so bili posvečeni trem oblikam boga Inarija. Novo svetišče pa je obsegalo le eno stavbo, v kateri je bilo izpostavljenih skupnemu čaščenju pet Inarijevih oblik. Poleg tega je bil v isti stavbi nameščen tudi budistični tempelj s pripadajočimi svečeniki.
V 17. stoletju, ko je zavladala dinastija Tokugava, je bila oblast prenesena v Edo, poznejši Tokio, kjer je bil Inari zelo popularen. Tako je postal zavetnik najrazličnejših kategorij, na primer kovačev in vojakov, ribičev in gasilcev, igralcev in prostitutk. To ga je počasi označilo za božanstvo »dobrega počutja«, ki skrbi za zdravje, zabavo in zaslužek svojih častilcev. V obdobju Tokugava, ko je denar nadomestil riž kot merilo bogastva na Japonskem, se je Inarijeva vloga kamija posvetne blaginje razširila na vse vidike financ, poslovanja in industrije. V začetku osemnajstega stoletja so privrženci Inarija v kovnici Ginza kovali kovance, namenjene darovanju Inariju, na katerih sta bili sliki dveh lisic in dragulja ali znaki za dolgo življenje in srečo.
Zakon iz leta 1868, ki je ločil budistične templje od šintoističnih, je posebno prizadel Inarijeva svetišča. Ponekod so bili templji preurejeni, drugje so bile spremembe le navidezne. V Fušimi Inari so na primer porušili strukture, ki so bile očitno budistične. Na splošno se verniki niso dosti zmenili za uradno delitev religij in so nadaljevali s starimi obredi v obeh oblikah.

## Velika in mala svetišča
Čaščenje boga Inarija je razširjeno po vsej Japonski, saj mu je posvečeno kar 32 tisoč od okoli 90 tisoč vseh šintoističnih svetišč. Preseneča podatek, da to število vključuje samo svetišča s stalno prisotnostjo svečenika, kar pomeni, da je dovolj vernikov, da s prostovoljnimi prispevki preživi 32 tisoč duhovnikov in njihovih družin. Veliko več je manjših svetišč v javnih parkih, po privatnih hišah in pisarnah, pa tudi samo ob robu cestišča ali med polji, kjer zadostuje tudi manj kot kvadratni meter prostora za ureditev sakralnega znamenja.

## Rdeči portali in kamnite lisice
Veliki rdeči portali tori, ki so značilni za dostop na vse japonske posvečene kraje, so posebno številni pri Inarijevih templjih. Tu je tori ne samo portal, pod katerim vodi pot do svetišča, temveč daritev božanstvu kot prošnja ali kot zahvala za uslišano prošnjo. Tori predstavlja običajno daritev Inariju in ga je zato moč najti v vseh oblikah in velikostih pri vsakem, tudi najmanjšem, njegovem svetišču. Veliko romarsko svetišče Fušimi Inari taiša je dostopno po poti skozi torije, ki stojijo tesno drug ob drugem za približno štiri kilometre.
Druga značilnost Inarijevih templjev so lisice, kicune, upodobljene v kamnu ali lesu v neštetih primerkih. Po legendi so to božje sodelavke ali celo upodobitve boga samega. V gobcu ali v šapi nosijo čudodelni kamen in ključ, včasih rižev snop ali vrečko riža, včasih srp ali meč, včasih pa mladiča. Tem kipom lisic, ki so visoke od 10 cm do 2 metrov, verniki zavežejo bele ali rdeče predpasnike, ki so znak spoštovanja in zaobljube.